# St. Johnstone Football Club 2014-2015
Questa voce raccoglie le informazioni riguardanti il St. Johnstone Football Club nelle competizioni ufficiali della stagione 2014-2015.

## Rosa
| N. |                             | Ruolo | Calciatore             |
| -- | --------------------------- | ----- | ---------------------- |
| 1  | Irlanda del Nord (bandiera) | P     | Alan Mannus            |
| 2  | Scozia (bandiera)           | D     | Dave Mackay (capitano) |
| 3  | Scozia (bandiera)           | D     | Tom Scobbie            |
| 4  | Scozia (bandiera)           | C     | Simon Lappin           |
| 5  | Scozia (bandiera)           | D     | Frazer Wright          |
| 6  | Scozia (bandiera)           | D     | Steven Anderson        |
| 7  | Scozia (bandiera)           | C     | Chris Millar           |
| 8  | Scozia (bandiera)           | C     | Gary McDonald          |
| 9  | Scozia (bandiera)           | A     | Steven MacLean         |
| 10 | Scozia (bandiera)           | C     | David Wotherspoon      |
| 11 | Inghilterra (bandiera)      | A     | Adam Morgan            |
| 14 | Scozia (bandiera)           | A     | Brian Graham           |

| N. |                        | Ruolo | Calciatore                 |
| -- | ---------------------- | ----- | -------------------------- |
| 15 | Inghilterra (bandiera) | P     | Steve Banks                |
| 16 | Scozia (bandiera)      | C     | Liam Caddis                |
| 17 | Scozia (bandiera)      | A     | James McFadden             |
| 18 | Scozia (bandiera)      | C     | Murray Davidson            |
| 19 | Scozia (bandiera)      | D     | Gary Miller                |
| 20 | Scozia (bandiera)      | C     | Scott Brown                |
| 21 | Scozia (bandiera)      | D     | Callum Davidson            |
| 22 | Inghilterra (bandiera) | C     | Lee Croft                  |
| 23 | Scozia (bandiera)      | D     | Gareth Rodger              |
| 24 | Scozia (bandiera)      | D     | Brian Easton               |
| 29 | Scozia (bandiera)      | A     | Michael Francis O'Halloran |
| 31 | Scozia (bandiera)      | A     | Dylan Easton               |